# Сімекейкаси
Сімекейка́си (рос. Симекейкасы, чув. Çимекасси) — присілок у Чувашії Російської Федерації, у складі Хочашевського сільського поселення Ядринського району.
Населення — 167 осіб (2010; 184 в 2002, 288 в 1979, 429 в 1939, 476 в 1926, 428 в 1897, 387 в 1858).

## Історія
Історичні назви — Семікей, Семікеєва, Семікейкаси. Засновано 18 століття як околоток села Хочашево. До 1866 року селяни мали статус державних, займались землеробством, тваринництвом. У кінці 19 століття діяли вітряк, водяний млин та кузня, працювали різні майстерні. 1930 року утворено колгосп «імені Володарського». До 1927 року присілок входив до складу Хочашевської та Шуматовської волостей Ядринського повіту, з переходом на райони 1927 року — спочатку у складі Ядринського, у період 1939–1956 років — у складі Совєтського, після чого повернуто назад до складу Ядринського району.

## Господарство
У присілку працюють спортивний майданчик та магазин.